# Юлдашев Мухамеджан
Мухамеджан Юлдашевич Юлдашев (1 травня 1904, кишлак Беш-Арик Кокандського повіту Ферганської області Туркестанського краю, тепер Республіка Узбекистан — 3 вересня 1985, місто Ташкент, Республіка Узбекистан) — узбецький радянський вчений і партійний діяч, 2-й секретар Ташкентського обкому КП(б) Узбекистану. Депутат Верховної Ради СРСР 1-го скликання. Кандидат історичних наук (1947), доктор історичних наук (1953), професор (1961), член-кореспондент Академії наук Узбецької РСР (1956). Академік Академії наук Узбецької РСР (.12.1968).

## Біографія
Народився в родині ткача. Навчався у кишлачній школі. У 1914 — вересні 1918 р. — селянин у господарстві родичів у кишлаку Бешарик. У вересні 1918 — квітні 1922 р. — учень ткача, ткач в кустарній майстерні родичів. У 1919 році вступив до комсомолу. Був членом Революційної ради в кишлаку Бешарик.
Член РКП(б) з березня 1922 року.
У квітні 1922 — листопаді 1923 р. — політичний керівник добровольчого загону та військового ескадрону по боротьбі з басмачами.
У листопаді 1923 — травні 1925 р. — студент Комуністичного університету в місті Ташкенті. У травні 1925 — грудні 1926 р. — секретар партійного комітету Староміської районної спілки робітників харчової промисловості міста Ташкента. У грудні 1926 — червні 1928 р. — студент Комуністичного університету в Ташкенті, здобув спеціальність викладача історії. Одночасно викладав на робітничому факультеті при Курсах при ЦК КП(б) Узбекистану.
У червні 1928 — червні 1929 р. — завідувач організаційного відділу і секретар Староміського районного комітету КП(б)Уз міста Ташкента. У червні 1929 — серпні 1930 р. — завідувач організаційного відділу, секретар Ташкентського окружного комітету КП(б) Узбекистану. У серпні 1930 — жовтні 1931 р. — завідувач організаційного відділу Середньоазіатського бюро ЦК ВКП(б) у Ташкенті.
У жовтні 1931 — квітні 1933 р. — слухач інституту підготовки кадрів Інституту червоної професури у Москві.
У квітні 1933 — вересні 1935 р. — відповідальний інструктор, завідувач сектору ЦК КП(б)У в містах Харкові та Києві.
У вересні 1935 — жовтні 1937 р. — слухач історико-партійного відділення Інституту червоної професури у Москві.
У жовтні 1937 — лютому 1938 р. — секретар Ташкентського міського комітету ЦК КП(б) Узбекистану.
У лютому — червні 1938 р. — 2-й секретар Організаційного бюро ЦК КП(б) Узбекистану по Ташкентській області. У червні 1938 — січні 1940 р. — 2-й секретар Ташкентського обласного комітету ЦК КП(б) Узбекистану. Одночасно, у 1938 — 1941 р. — директор Узбецького республіканського філіалу Інституту Маркса-Енгельса-Леніна та відповідальний редактор журналу «Узбекистон коммунисти».
У лютому 1940 — липні 1941 р. — народний комісар освіти Узбецької РСР. У липні 1941 — лютому 1942 р. — директор Інституту історії і літератури Узбецького філіалу Академії наук СРСР.
У лютому 1942 — липні 1945 р. — завідувач кафедри марксизму-ленінізму, директор Бугурусланського учительського інституту Чкаловської області РРФСР. У липні 1945 — червні 1948 р. — директор Саранського педагогічного інституту Мордовської АРСР, РРФСР.
У липні 1948 — січні 1953 р. — докторант Ленінградського філіалу Інституту сходознавства Академії наук СРСР. У січні 1953 — квітні 1954 р. — доцент Ленінградського державного інституту імені Жданова. У квітні 1954 — березні 1956 р. — старший науковий співробітник Ленінградського філіалу Інституту сходознавства Академії наук СРСР.
У березні 1956 — липні 1961 р. — директор Інституту історії партії при ЦК КП Узбекистану.
У липні 1961 — лютому 1983 р. — старший науковий співробітник, завідувач сектору наукового опису актів і документів на східних мовах Інституту сходознавства Академії наук Узбецької РСР. Автор понад 60 наукових публікацій.
З лютого 1983 року — на пенсії в Ташкенті.

## Нагороди
- орден Леніна (21.01.1939)
- орден Знак Пошани
- ордени
- медалі